# Wim Dijkstra (politicus)
Wilhelmus (Wim) Jacobus Alfonsus Dijkstra (Beek, 14 februari 1946) is een voormalig Nederlands bestuurder die twintig jaar burgemeester namens de PvdA was.

## Opleiding en vroege loopbaan
Dijkstra slaagde in 1964 voor het gymnasium diploma aan het College Rolduc in Kerkrade, studeerde van 1966 tot 1971 godsdienstwetenschappen aan de Katholieke Universiteit Nijmegen en woonde toen in Hees.
Na werkzaam geweest te zijn als medewerker vormingswerk jongvolwassenen "de Kattebel" in Oss (1971-1972) en leraar maatschappijleer aan het Pauluslyceum in Tilburg (1972-1977), was Dijkstra van 1977 tot en met 1986 wetenschappelijk medewerker aan de Hogeschool Tilburg bij de eerstegraads lerarenopleiding maatschappijleer. In 1986 werd hij wethouder sociale zaken en personeelszaken in Tilburg. Van 1990 tot 1992 zat hij daar in de gemeenteraad. Hij was in die periode ook lid van het dagelijks bestuur van het Samenwerkingsverband Midden-Brabant.

## Burgemeesterschap
Dijkstra begon zijn burgemeesterscarrière in 1992 in Udenhout. Kort voor het opheffen van deze gemeente in 1997 vertrok hij in 1996 naar Oss. Hier was hij tot 2001 burgemeester. In dat jaar werd hij benoemd in de gemeente Sittard-Geleen. Deze functie heeft hij vier jaar vervuld, tot hij per 1 december 2005 zijn ontslag aanbood.
Sindsdien was Dijkstra actief als waarnemend burgemeester. Hij heeft waargenomen in Doetinchem (2006) en Zaanstad (2007). Tussentijds is hij ook nog waarnemend gedeputeerde geweest in Gelderland. Vanaf 1 januari 2008 was hij waarnemend burgemeester van Vlissingen. Hij had aangegeven tot na de gemeenteraadsverkiezingen van 2010 aan te blijven en in december 2010 werd hij door René Roep opgevolgd.
Vanaf 17 januari 2011 was Dijkstra waarnemend burgemeester van Weert tot Jos Heijmans daar driekwart jaar later benoemd werd.
Dijkstra werd op 1 februari 2012 waarnemend burgemeester van Nijmegen als opvolger van Thom de Graaf (D66) die zijn carrière bij de  HBO-raad voortzette. Per 1 juni 2012 verruilde Dijkstra Nijmegen voor Venlo waar hij Hubert Bruls opvolgde die op zijn beurt burgemeester van Nijmegen geworden was. Dijkstra was ook voorzitter van het Vlaams Cultureel Kwartier in Nijmegen. Op 12 november werd hij opgevolgd door Antoin Scholten. Sinds 1 januari 2013 was hij voorzitter van de Stadsregio Arnhem Nijmegen die per 1 juli 2015 is opgeheven.